# 태양의 전사
《태양의 전사》(Stolen Women: Captured Hearts)는 미국에서 텔레비전 시청용으로 제작된 제리 런던 감독의 1997년 영화이다. 재닌 터너 등이 주연으로 출연하였고 바네사 그린 등이 제작에 참여하였다.

## 출연

### 주연
- 재닌 터너
- 패트릭 버긴
- 장 루이자 켈리
- 마이클 그레이이스
- 로드니 A. 그랜트
- 윌리엄 쇼클리

### 조연
- 세지노 그랜트

## 기타
- 미술: 브라이언 라이먼